# Память Меркурия (крейсер, 1883)
«Ярославль», с 9 апреля 1883 года «Память Меркурия», с 25 марта 1907 года «Меркурий», с 28 октября 1915 года блокшив № 9, с 25 декабря 1922 года «Меркурий» — парусно-винтовой крейсер Российского императорского флота, изначально строившийся как вооруженный пароход и служивший на Чёрном море. Унаследовал Георгиевский флаг от легендарного брига «Меркурий». 

## Проект
В связи с кризисом англо-русских отношений в 1878—1879 годах, для пополнения созданного Добровольного флота было разработано задание на проектирование корабля специальной постройки, который в случае войны должен был стать рейдером (крейсером).
Предполагалось построить судно водоизмещением около 3200 тонн при мощности механизмов 2500 л. с., которое должно было иметь скорость 14 узлов с возможностью форсированния до 15 узлов в течение шести часов. Запас угля рассчитывался на 30-дневный переход полным ходом. 
Первоначальный проект предусматривал установку: 152-мм орудия на носу; 203-мм пушки на платформе в средней части корпуса; двух 152-мм мортир на кормовых спонсонах у бизань-мачты; четырёх торпедных аппарата и размещение до 300 мин заграждения. Корпус имел специальные подкрепления в местах установки орудий.

## Строительство
В соответствии с данным заданием 5 мая 1879 года Добровольный флот заказал французской верфи «Форже э Шантье Медитеране», расположенной в Тулоне, строительство парохода стоимостью 2,5 млн франков со сроком готовности через 14 месяцев. Судно под названием «Ярославль» было заложено летом 1879 года, наблюдающий корабельный инженер А. П. Торопов. В феврале 1880 года Великий князь Александр Александрович передал икону на строящееся судно. Судно спущено на воду 10 мая 1880 года.
После осмотра, вице-адмирал Н. М. Чихачёв писал «… хотя он и уступал самому быстроходному британскому кораблю, крейсеру «Ирис» в скорости, но имел над ним громадное преимущество в главном качестве, столь желательном для крейсера, это – в независимости от портов».

## Конструкция

### Корпус
Судно представляло собой стальной одновинтовой трехмачтовый пароход, с железными мачтами, водоизмещением 2997 тонн. Размеры: длина — 90,0 м, ширина — 12,5 м, осадка кормой — 6,0 м, носом — 4,4 м. Корпус корабля был значительно облегчен, благодаря преимущественному применению стали при строительстве, что позволило увеличить запас угля до 1000 тонн, что составляло 30 % водоизмещения.

### ГЭУ и движитель
Главной энергетической установкой являлась одна трёх цилиндровая горизонтальная паровая машина прямого расширения с шестью котлами высокого давления. Она выдавала мощность в 2450 л. с. (2950 л. с. — на форсаже) и работала на один винт фиксированного шага. Движителем также являлись паруса площадью 1480 м². Они были устроены по схеме барка. Крейсер под парами мог развить скорость при неполной нагрузке в 16,5 узла, а при полном запасе угля — 14 узлов. По расчётам, с максимальной скоростью корабль должен был пройти под парами 6400 — 6700 миль, а со скоростью 10 узлов — 14 800 миль.

### Вооружение
С включением парохода в состав Черноморского флота Российской империи, он был вооружён шестью 152-мм (6-дюймов, 28 калибров) дальнобойными пушками ; четырьмя 107-мм (42 линии) пушками Круппа на поворотных станках; одной 44-мм скорострельной пушкой системы Энгстрема; двумя 37-мм револьверными пушками Гочкисса; одной 25,4-мм (26,4-мм) картечницой Пальмкранца; четырьмя 381-мм поворотными однотрубными торпедными аппаратами на станках наподобие пушечных; также в переоборудованных трюмах размещалось до 180 мин заграждения. Данное вооружение было более скорострельным и менее тяжёлым, чем изначально предполагавшееся к установке.
В ходе службы, в разное время, вооружение состояло из:
- 4 × 152-мм/28, 2 × 47-мм, 4 × 37-мм, 2 × 64-мм (дес), 1 × 229-мм мортира, 4 × НТА
- 2 × 178-мм, 4 × 107-мм, 1 × 229-мм мортира, 4 × НТА, 1 × ПТТА
- 4 × 47-мм, 6 × 152-мм, 1 × 203-мм орудий

## Служба

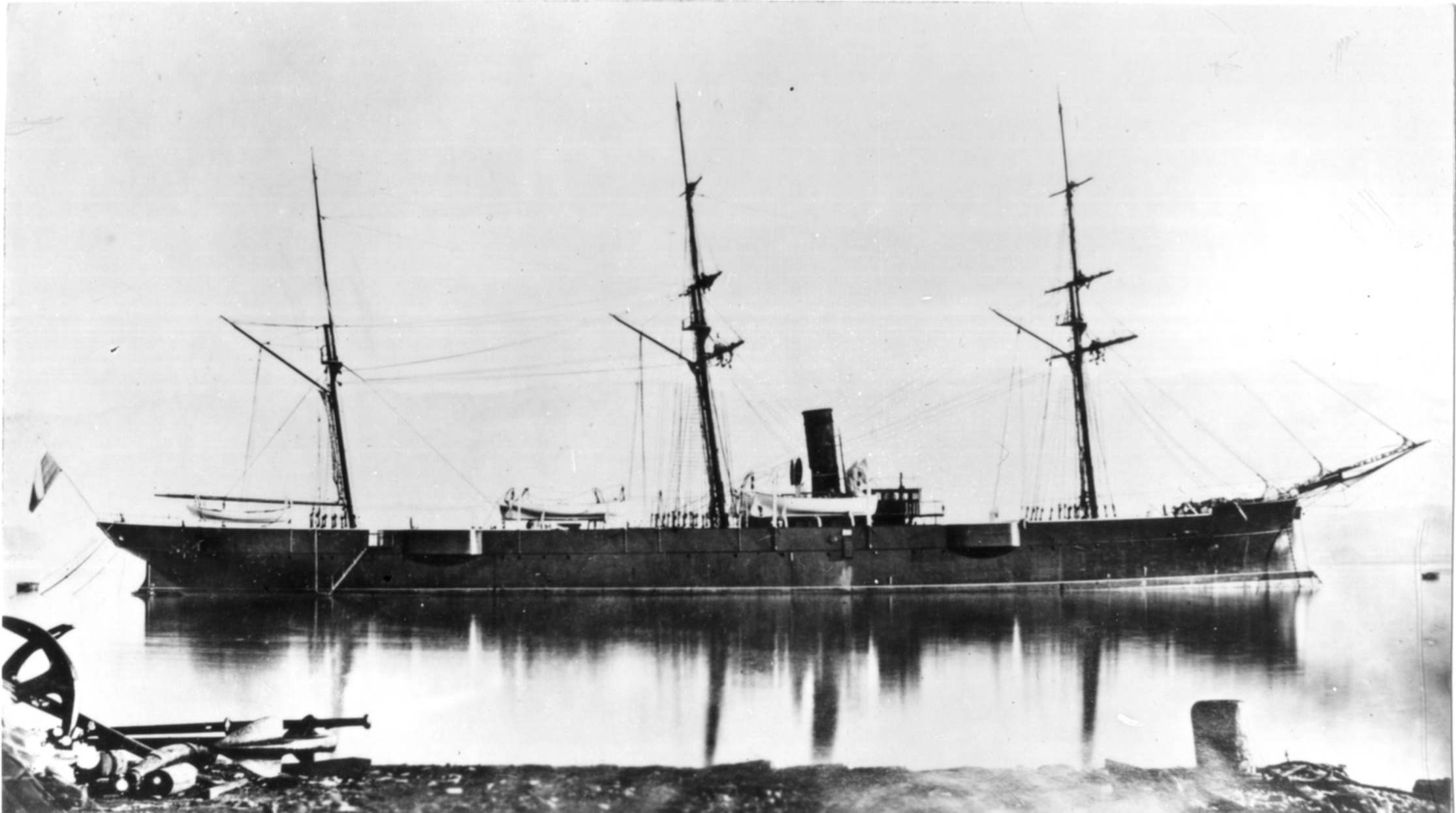
Пароход «Ярославль»

10 сентября 1882 года пароход под коммерческим флагом с грузом угля для судов Добровольного флота вышел в Одессу, беспрепятственно пройдя Черноморские проливы.
Использование парохода в коммерческих целях, изначально построенного для военных целей со слишком мощной и громоздкой энергетической установкой и с ограниченной вместимостью трюмов, оказалось нерентабельным и он приносил убытки — пароход поставили в консервацию, а затем Морское министерство выкупило его по контрактной стоимости в миллион рублей. 18 апреля 1882 года пароход «Ярославль» в качестве крейсера был зачислен в состав Черноморского флота, а 9 апреля 1883 года переименован в «Память Меркурия». С включением в списки флота, он являлся флагманом отряда миноносцев. Также, являясь достаточно комфортабельным, по сравнению с другими кораблями флота, он выполнял функции придворной яхты и на нём часто совершали своё плаванье члены императорской семьи.
В ночь с 20 на 21 августа 1886 года в Болгарии произошёл переворот — был свержен князь Болгарский Александр Баттенберг русофильски настроенными офицерами. Для давления на сторонников князя были посланы крейсер «Память Меркурия» и клипер «Забияка». В Варну «Память Меркурия» подошёл 14 октября, а «Забияка» за два дня до этого. 26 октября корабли перешли в Бургас, где в течение двух недель пытались сдерживали сторонников князя. После повешения мятежников, Александр Баттенберг вернулся в Софию и отрёкся от звания болгарского князя. Было назначено новое правительство во главе с Василом Радославовым.

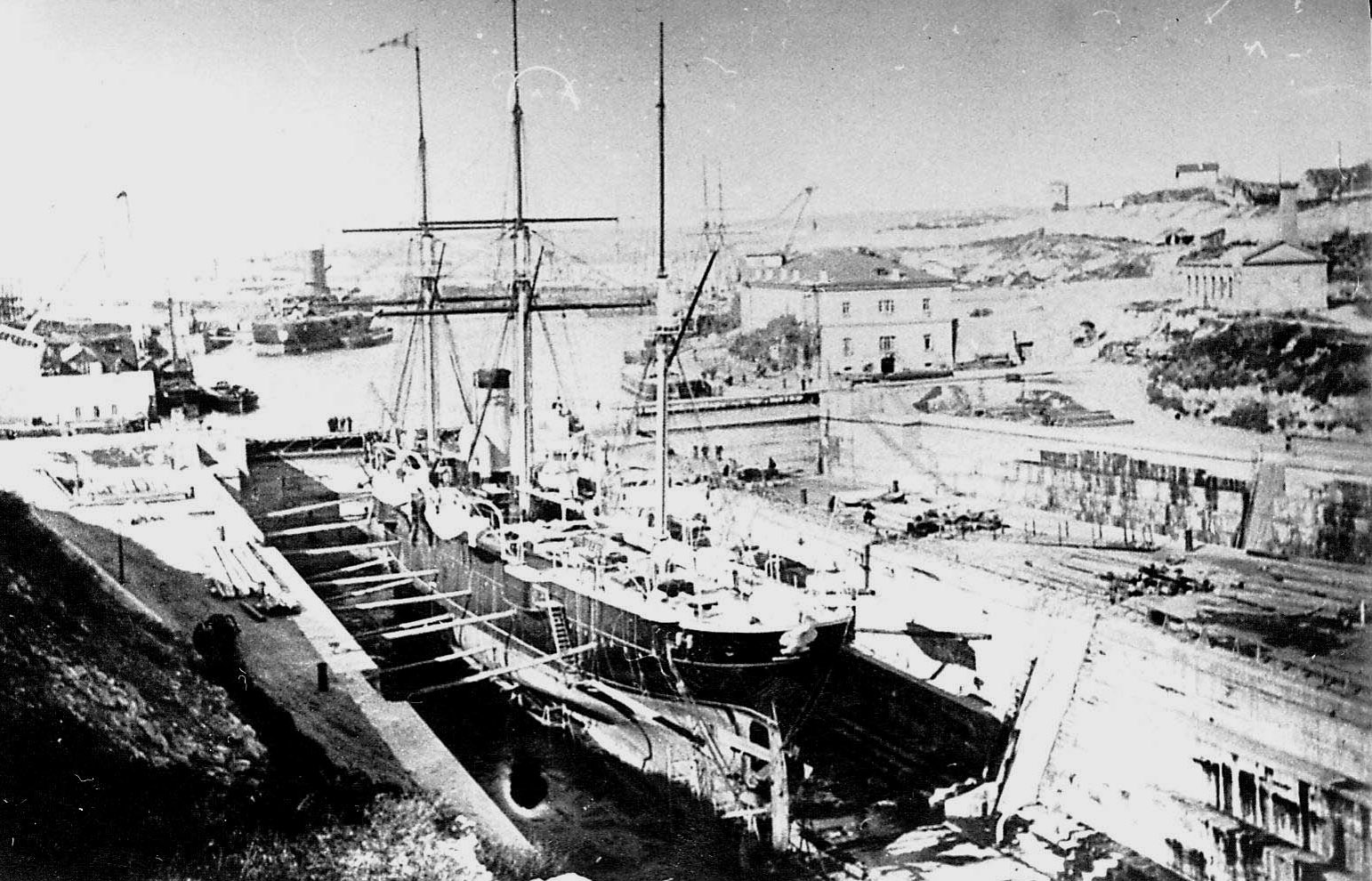
В доке Лазаревского адмиралтейства, Севастополь

В 1887 году крейсер был модернизирован — установлены дополнительные цистерны для пресной воды; расширена штурманская рубка; заменены котлы и настил палуб; проведена капитальная переборка паровой машины. В августе этого же года «Память Меркурия», «Забияка», шхуна «Гонец», пароходы «Веста» и «Император Александр II», баржа «Волга» и два миноносца под командованием контр-адмирала М. Д. Новикова приняли участие в ежегодных учениях по высадке десанта с артиллерийскими стрельбами для занятия Босфора.
В 1880—1890-х годах «Память Меркурия» периодически служил стационером в турецких портах. В течение длительного времени «Память Меркурия» был не только единственным крейсером, но и самым быстроходным и наиболее мощным среди мореходных кораблей Черноморского флота.

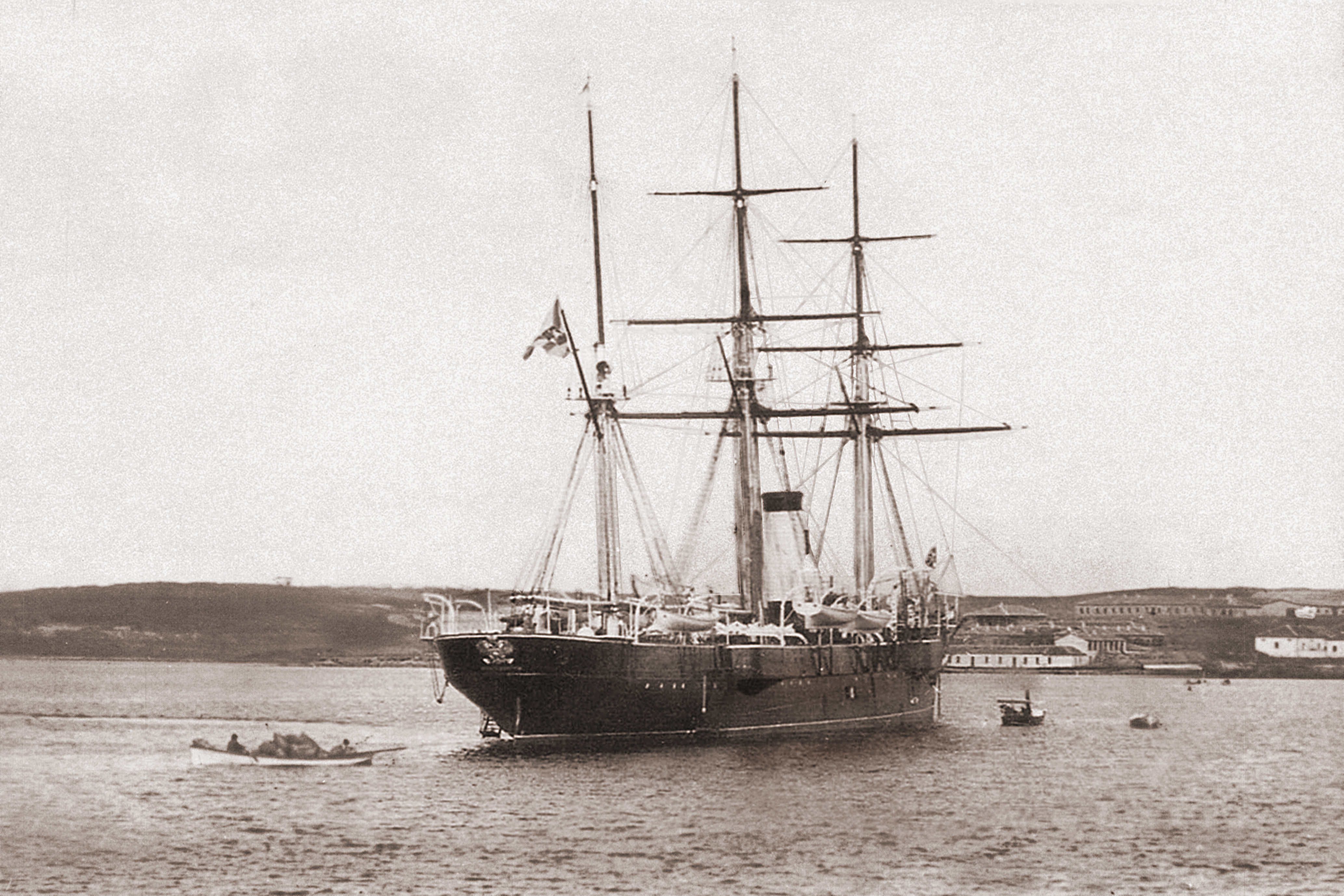
Крейсер «Память Меркурия», вид кормы

1 февраля 1892 года корабль был отнесён к подклассу крейсеров 1-го ранга. С 4 июля по 15 августа, с 18 по 30 августа, с 10 сентября по 1 октября 1892 года, с 1 мая по 30 июня и с 25 по 31 августа 1893 года держал свой брейд-вымпел младший Флагман Черноморской флотской дивизии, младший Флагман Практической эскадры Чёрного моря контр-адмирал Л. К. Кологерас. В 1893—1894 годах крейсер прошёл капитальный ремонт в Николаеве. При этом шесть главных котлов заменили новыми и установили первый в русском флоте подводный траверзный 45-см торпедный аппарат.
В конце октября 1894 года на крейсере «Память Меркурия» из Ялты в Севастополь было доставлено тело покойного Александра III.
Весной — летом 1895 года специальная комиссия использовала крейсер для испытаний новых образцов торпедного и минного оружия. Всего было сделано 156 выстрелов в различных условиях, в том числе на скорости 16 узлов. По окончании испытаний, новые образцы были приняты на вооружение, а позже установлены на черноморские корабли «Три Святителя» и «Ростислав», а также на броненосцы типа «Петропавловск», нёсшие службу на Балтике. С 15 по 16 сентября 1895 года контр-адмирал Л. К. Кологерас вновь держал свой брейд-вымпел на крейсере «Память Меркурия».
К середине 1890 годов, на случай боевых действий на Чёрном море, был разработан план по овладению проливами — после подавления береговых батарей огнём с броненосцев, шла высадка десанта в тридцать тысяч для захвата Константинополя. Для блокировки кораблей союзников неприятеля, предположительно английского флота, планировалась расстановка в проливах активных сферических мин заграждения. Для крейсера «Память Меркурия» были определены два порядка действий, одним из которых должен был следовать в зависимости от ситуации: «Память Меркурия» с пароходами минирования прорывался через Босфор под прикрытием огня с броненосцев и минировал вход в Босфор со стороны Мраморного моря; другой порядок предусматривал разоружение крейсера, возвращение прежнего названия «Ярославль» и проход под торговым флагом в Средиземное море, в условленном месте принимал мины и проводил постановку минного заграждения в проливе Дарданеллы со стороны Средиземного моря в пределах досягаемости турецких береговых батарей на глубине течения по направлению из Средиземного в Мраморное море.

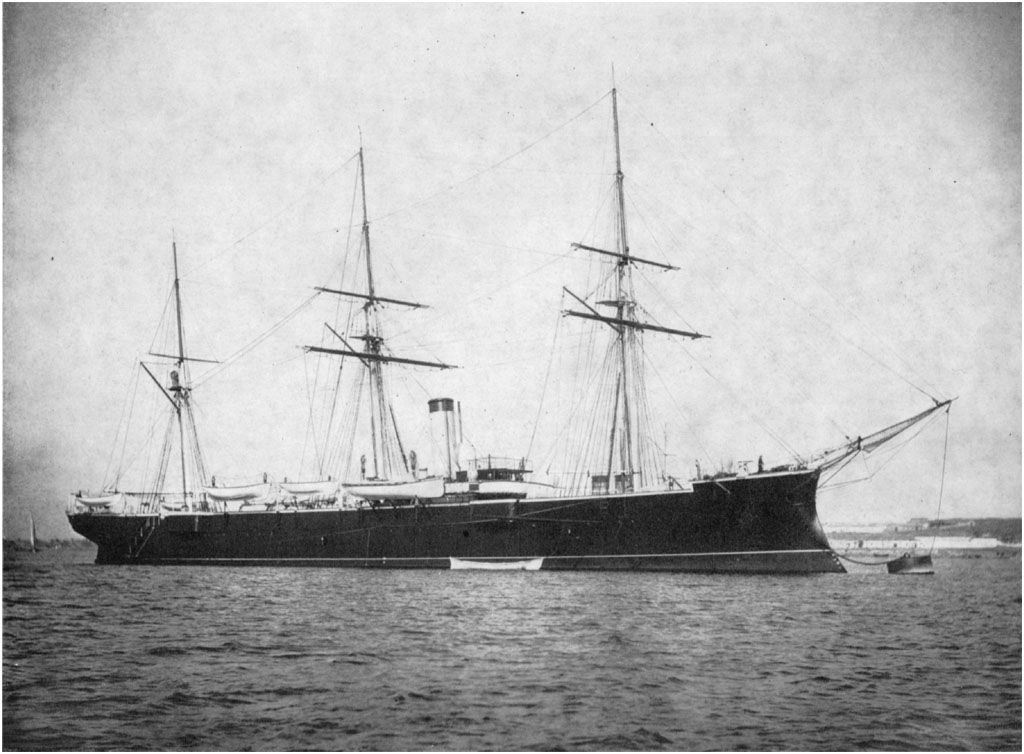
«Память Меркурия» на рейде Севастополя

К началу XX века корабль безнадежно устарел, но поскольку он по-прежнему оставался единственным крейсером флота, то был разработан проект его перевооружения. Однако претворять в жизнь его не стали из-за недостатка средств. Только перед русско-японской войной четыре устаревшие 107-мм пушки заменили 47-мм. К 1905 году корабль состоял в вооружённом резерве, а фактически использовался как учебный корабль для обучения строевых квартирмейстеров флота.
В ходе революции 1905 года команда корабля проявила верность присяге: крейсер сначала был срочно переведён в Новороссийск и поставлен у входа в порт на случай прорыва в него восставшего броненосца «Потёмкин». После получения известия об его сдаче румынским властям, «Память Меркурия» прибыл в Севастополь, где вскоре оказался в эпицентре Севастопольского восстания. И здесь команда корабля не поддавалась революционным агитаторам (в отличие от большинства других кораблей, которые несколько раз поднимали и спускали красные флаги), и не допустила подняться на борт руководителя восстания П. П. Шмидта. В эти дни крейсер единственный раз за всю свою историю применялся в бою — 15 ноября он участвовал в отражении атаки миноносца «Свирепый» на броненосец «Ростислав» и канонерку «Терец», добившись нескольких попаданий и вызван на миноносце пожар (впрочем, огонь по «Свирепому» вели и другие корабли). Затем вместе с другими кораблями эскадры открыл огонь по мятежному «Очакову». Оказавшись в зоне перекрёстного огня, из кораблей правительственной эскадры только один крейсер «Память Меркурия» получил лёгкие повреждения рангоута, в экипаже пострадавших не оказалось.
К 1906 году крейсер был разоружён и его использовали в качестве плавучей тюрьмы для участников восстаний на флоте 1905 года. 18 марта 1907 года крейсер был выведен из боевого состава, а 25 марта исключён из списков Черноморского флота с переименованием в «Меркурий» и сдачей к Севастопольскому порту.
Во время Первой мировой войны, 28 октября 1915 года корабль был снят с прикола, расконсервирован, переделан в минный блокшив и вновь включён в состав Черноморского флота в качестве минного блокшива («Блокшив № 9»). На нём же размещался штаб Минной бригады. В годы Первой мировой войны обеспечивал боевые действия кораблей Черноморского флота.
С 16 декабря 1917 года — в составе Красного Черноморского флота. 1 мая 1918 года захвачен в Севастополе немцами, а 24 ноября 1918 года — англо-французскими войсками, и передан их командованием в распоряжение Добровольческой белой армии. 31 марта 1919 года переклассифицирован в транспорт-базу партии траления Морских Сил Юга России. 29 апреля 1919 года взят красными.

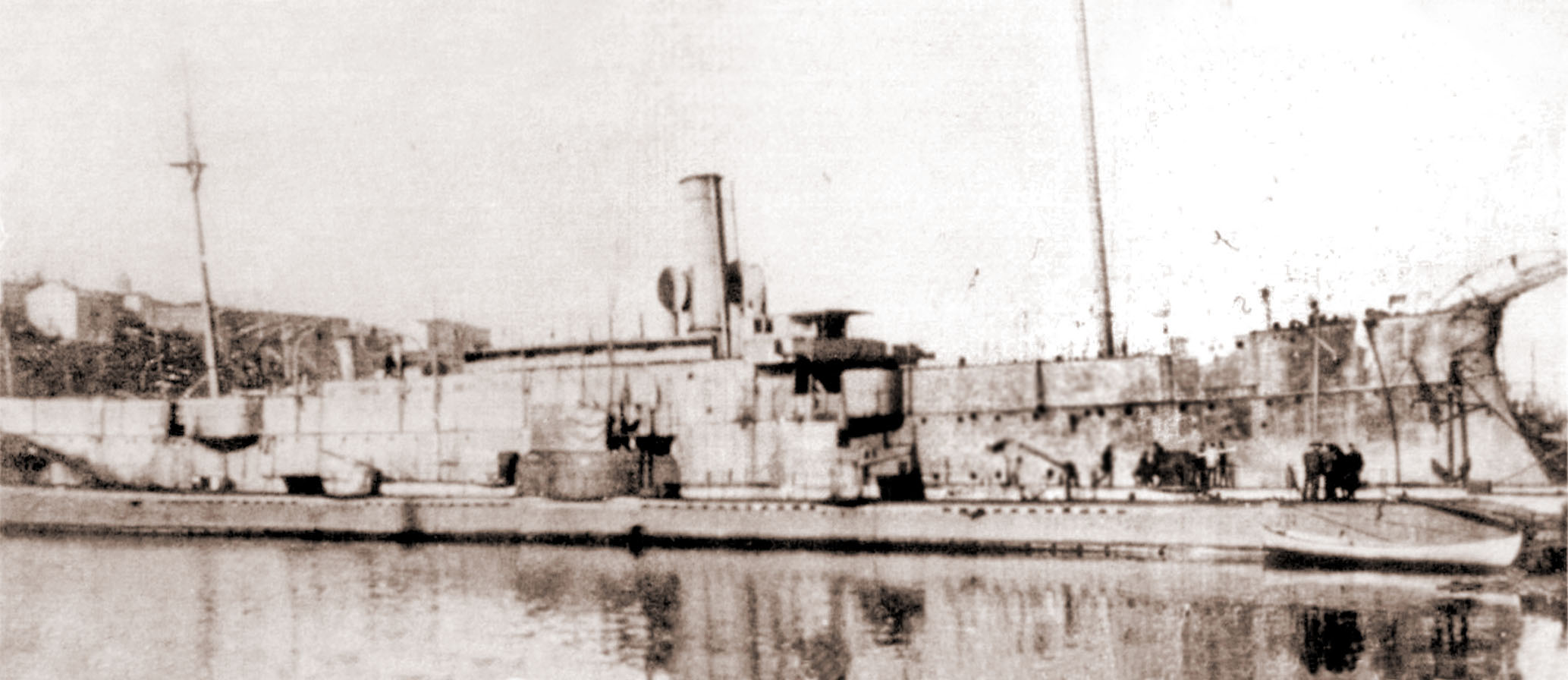
ПЛ «Утка» у борта Блокшива №9 в Севастополе, 1919 год

24 июня 1919 года вновь захвачен Добровольческой армией и в качестве несамоходной транспортной базы дивизиона подводных лодок вторично включен в состав Морских Сил Юга России. 14 ноября 1920 года оставлен войсками Врангеля при их эвакуации из Севастополя в Стамбул.
В декабре 1920 года включён в состав Морских Сил Чёрного Моря РККФ. 8 августа 1921 года превращён в несамоходную транспорт-мастерскую. 31 августа 1922 года возвращён в подкласс минных блокшивов и передан в состав дивизиона сторожевых катеров и катеров-истребителей. 25 декабря 1922 года вновь переклассифицирован в транстпорт-базу с возвращением названия «Меркурий».
С 1 октября 1929 года находился в резерве. 9 марта 1932 года исключён из списков судов РККФ и передан «Рудметаллторгу» для демонтажа и реализации. Однако разобран не был и использовался Наркомводом в качестве рейдового служебно-вспомогательного плавсредства.
С 1932 года использовался в качестве плавучего физпрофилактория Государственного института физических методов лечения им. И. М. Сеченова.
31 августа 1938 года обращён в плавучее нефтехранилище Одесского морского торгового порта.
20 сентября 1939 года исключён из списков плавсредств Наркомата морского флота в связи с передачей Главвторчермету для разделки на металл.

## Командиры
- 07.06.1886 — 19.03.1888 — капитан 2-го ранга Полисадов, Сергей Васильевич
- хх.хх.1892 — хх.хх.1894 — капитан 1-го ранга Безуар, Виктор Александрович
- 06.12.1894 — хх.хх.1896 — капитан 1-го ранга Дьяченков, Валентин Елисеевич
- хх.хх.1896 — хх.хх.1897 — капитан 1-го ранга Спицкий, Александр Макарович
- хх.хх.1897 — 11.10.1898 — капитан 1-го ранга Баль, Владимир Яковлевич
- 11.10.1898 — 20.09.1900 — капитан 1-го ранга Вишневецкий, Фёдор Фёдорович
- 20.09.1900 — 06.12.1902 — капитан 1-го ранга Скаловский, Александр Николаевич
- 06.12.1902 — 13.10.1903 — капитан 1-го ранга Сарнавский, Владимир Симонович
- 03.11.1903 — 09.10.1906 — капитан 2-го ранга (с 02.04.1906 капитан 1-го ранга) Васильев, Иван Григорьевич
- 16.10.1906 — хх.хх.хххх — капитан 2-го ранга Зражевский, Иван Григорьевич

### Другие должности
- ??.??.1884—??.??.1884 младший штурманский офицер мичман Клюпфель Евгений Владиславович
- ??.??.1900—??.??.1902 ревизор и водолазный офицер мичман Ризнич Иван Иванович
- ??.??.1906—25.03.1907 минный офицер мичман Свирский Юрий Владимирович, позднее польский адмирал Ежи Свирский